# Матюхин, Григорий Иванович
Григо́рий Ива́нович Матю́хин (24 февраля 1915, д. Таушево Тульской губернии Российской империи — 12 июня 1992) — старшина группы мотористов торпедного катера 1-го гвардейского дивизиона торпедных катеров 1-й бригады торпедных катеров Краснознамённого Балтийского флота, Герой Советского Союза.

## Биография
Родился в 1915 году в деревне Таушево ныне Воловского района Тульской области. Русский. В ВМФ с 1936 года. Участник советско-финской войны 1939—1940 годов. Член КПСС с 1942 года. Учился в машинной школе учебного отряда КБФ, служил старшиной группы мотористов 1-го отряда 3-го дивизиона бригады торпедных катеров. На этой должности и застала Г. И. Матюхина Великая Отечественная война. Он участвовал во всех боевых выходах торпедных катеров отряда.
В начале 1945 года Г. И. Матюхин был командирован на курсы офицерского состава КБФ, после окончания которых продолжал службу в ВМФ.
В 1958 году уволен в запас в звании капитана 3 ранга.

## Подвиг
21 сентября 1941 года при налёте авиации противника бомба упала в 10 метрах от катера. На катере начался пожар, рвались патроны и ракеты. Г. И. Матюхин, раненный в руку, потушил пожар, чем спас катер. В феврале 1943 года он был переведён в 1-й дивизион торпедных катеров (с февраля 1944 года — гвардейский дивизион). В кампанию 1943 года старшина мотористов торпедного катера № 43 Г. И. Матюхин принимал участие в 32 боевых выходах на постановку минных заграждений у берегов противника и на его коммуникациях. Смелость, мужество и отвагу проявлял он и в боевых походах. Так, 1 июля 1944 года торпедные катера дивизиона в районе острова Нерва вступили в бой с группой вражеских кораблей. В этом бою гвардейцы потопили 2 миноносца, 4 сторожевых корабля и 12 сторожевых катеров. Во время боя вражеский снаряд попал в моторный отсек «ТКА-43». Тяжёлые ранения получили члены экипажа, на мотористах горела одежда. В пробоину хлынула вода. Г. И. Матюхина ранило в обе ноги, но он пришёл на помощь товарищам, вынес их из отсека и, надев на них спасательные пояса, опустил за борт. Когда на спасение катера не осталось надежды, Г. И. Матюхин взял себе на плечи тяжелораненого командира катера лейтенанта Хренова, свой спасательный пояс отдал другому офицеру — старшему лейтенанту Прушинскому и спустился с ними в воду. Вместе с краснофлотцем В. Д. Кусковым Г. И. Матюхин поддерживал раненых командиров до подхода катера, подобравшего моряков.

## Награды
За участие в 88 боевых выходах торпедных катеров, героизм и мужество, проявленные при выполнении боевых заданий командования:
- медаль «Золотая Звезда» (№ 4022);
- орден Ленина;
- орден Красного Знамени;
- два ордена Отечественной войны I степени;
- орден Отечественной войны II степени;
- орден Красной Звезды;
- медаль «За отвагу»;
- медаль «За боевые заслуги»;
- медаль «За оборону Ленинграда»;
- медали СССР.

## Память
- Имя Героя Советского Союза увековечено в мемориале «Воинам-катерникам» в Севастопольской гавани, город Балтийск.

## Источник
- Буров А. В. Твои герои, Ленинград. Л., Лениздат, 1970.
- Герои Советского Союза Военно-Морского Флота. 1937—1945. М., Воениздат, 1977.
- Герои Советского Союза: Краткий биографический словарь / Пред. ред. коллегии И. Н. Шкадов. — М.: Воениздат, 1988. — Т. 2 /Любов — Ящук/. — 863 с. — 100 000 экз. — ISBN 5-203-00536-2.